# Enlace Este-Oeste
El Enlace Este-Oeste (en portugués: "Ligação Leste-Oeste") es una autopista de la ciudad de São Paulo, Brasil. Se extiende en la zona central de la ciudad procurando servir como un eje expreso en la ciudad que permite ir desde Mooca hasta Barra Funda sin interrupciones. Conecta la Radial Leste al Elevado Presidente João Goulart cruzando el Corredor Norte-Sur y la Avenida do Estado. Al igual que el Elevado João Goulart, el Enlace también es conocido como " Minhocão".

## Recorrido
Inicia (en su recorrido de oeste a este) en un pasaje subterráneo bajo la Plaza Franklin Roosevelt en el distrito de Consolação que recibe todo el tráfico proveniente del Elevado Presidente João Goulart y lo conecta con el Viaducto Júlio de Mesquita Filho. Desde ahí la vía sigue elevada atravesando el barrio de Bixiga para luego volver a introducirse en un túnel que cruza bajo la Plaza Pérola Byington y la Avenida Brigadeiro Luís Antônio llegando al cruce de la avenida 23 de Mayo la que se realiza a través del segundo viaducto del recorrido: el de Jaceguái. A continuación cruza el barrio de Liberdade por medio de una zanja abierta que circula a 10 metros debajo del nivel de las edificaciones. Finalmente llega al tercer viaducto, el de Glicério que atraviesa el barrio homónimo de manera elevada. El enlace completa su recurrido al pasar el río sobre el Parque Dom Pedro II conectándose con la avenida Alcántara Machado rumbo a conectarse con la Radial Leste.

## Viaductos
Está conformada por tres viaductos: 
- Viaducto Glicério que pasa por encima del Parque Dom Pedro II y la Várzea do Glicerio uniendo la Radial Leste hasta el fin del trecho elevado junto con la salida hacia la rúa Doutor Lund.
- Viaducto Jaceguai que pasa por encima de la Avenida 23 de Mayo.
- Viaducto Júlio de Mesquita Filho que va desde el cruce con la rúa Major Diogo hasa la Rúa Augusta

## Historia
En 1962, durante la segunda gestión de Prestes Maia en la alcaldía de la ciudad se aprobó un proyecto de ley detallando el trazado de la vía. Las obras se iniciaron en partes a partir de 1968 durante la gestión de Faria Lima iniciando desde los extremos. La construcción finalizó en 1971. La crítica recayó en que su construcción dividió barrios ya consolidadas que se encontraban en proceso de verticalización lo que motivó la demolición de varias manzanas de manera parcial o total. Ello incluyó al Teatro São Paulo que era un hito importante en la escena cultural de la ciudad.